# Austria na Zimowych Igrzyskach Olimpijskich 2006
Austrię na Zimowych Igrzyskach Olimpijskich 2006 reprezentowało 73 sportowców. Chorążym reprezentacji była Renate Götschl.

## Medale
| Medale  | Złote | Srebrne | Brązowe | Razem |
| ------- | ----- | ------- | ------- | ----- |
| Austria | 9     | 7       | 7       | 23    |

## Występy

### Narciarstwo alpejskie

#### mężczyźni
kombinacja
| zawodnik           | bieg zjazdowy | slalom 1     | slalom 2     | razem   | miejsce       |
| ------------------ | ------------- | ------------ | ------------ | ------- | ------------- |
| Rainer Schönfelder | 1:40,02       | 45,67        | 44,98        | 3:10,67 | brązowy medal |
| Mario Matt         | 1:41,08       | 45,60        | 1:02,10      | 3:28,78 | 34            |
| Benjamin Raich     | 1:40,43       | 44,23        | nie ukończył | –       | –             |
| Michael Walchhofer | 1:39,52       | nie ukończył | –            | –       | –             |

bieg zjazdowy
| zawodnik           | wynik   | miejsce       |
| ------------------ | ------- | ------------- |
| Michael Walchhofer | 1:49,52 | srebrny medal |
| Hermann Maier      | 1:50,00 | 6             |
| Fritz Strobl       | 1:50,12 | 8             |
| Klaus Kröll        | 1:50,91 | 22            |

slalom gigant
| zawodnik           | przejazd 1 | przejazd 2   | razem   | miejsce       |
| ------------------ | ---------- | ------------ | ------- | ------------- |
| Benjamin Raich     | 1:16,95    | 1:18,05      | 2:35,00 | złoty medal   |
| Hermann Maier      | 1:16,83    | 1:18,33      | 2:35,16 | brązowy medal |
| Rainer Schönfelder | 1:17,49    | 1:19,15      | 2:36,64 | 8             |
| Stephan Görgl      | 1:17,15    | nie ukończył | –       | –             |

slalom równoległy
| zawodnik           | przejazd 1 | przejazd 2 | razem   | miejsce       |
| ------------------ | ---------- | ---------- | ------- | ------------- |
| Benjamin Raich     | 53,37      | 49,77      | 1:43,14 | złoty medal   |
| Reinfried Herbst   | 53,55      | 50,42      | 1:43,97 | srebrny medal |
| Rainer Schönfelder | 54,03      | 50,12      | 1:44,15 | brązowy medal |
| Mario Matt         | 1:44,15    | –          | –       | –             |

supergigant
| zawodnik         | razem   | miejsce       |
| ---------------- | ------- | ------------- |
| Hermann Maier    | 1:30,78 | srebrny medal |
| Hannes Reichelt  | 1:31,39 | 10            |
| Christoph Gruber | 1:32,00 | 19            |
| Benjamin Raich   | 1:32,05 | 21            |

#### kobiety
kombinacja
| zawodniczka          | slalom 1 | slalom 2 | bieg zjazdowy | razem   | miejsce       |
| -------------------- | -------- | -------- | ------------- | ------- | ------------- |
| Marlies Schild       | 38,39    | 42,83    | 1:30,36       | 2:51,58 | srebrny medal |
| Kathrin Zettel       | 38,77    | 42,98    | 1:30,66       | 2:52,41 | 4             |
| Nicole Hosp          | 38,75    | 43,32    | 1:31,14       | 2:53,21 | 5             |
| Michaela Kirchgasser | 38,99    | 43,47    | 1:31,02       | 2:53,48 | 6             |

bieg zjazdowy
| zawodniczka           | wynik         | miejsce     |
| --------------------- | ------------- | ----------- |
| Michaela Dorfmeister  | 1:56,49       | złoty medal |
| Renate Götschl        | 1:57,20       | 4           |
| Alexandra Meissnitzer | 1:57,78       | 8           |
| Elisabeth Görgl       | nie ukończyła | –           |

slalom gigant
| zawodniczka          | przejazd 1 | przejazd 2    | razem   | miejsce |
| -------------------- | ---------- | ------------- | ------- | ------- |
| Nicole Hosp          | 1:01,26    | 1:09,40       | 2:10,66 | 4       |
| Kathrin Zettel       | 1:01,95    | 1:09,40       | 2:11,35 | 7       |
| Marlies Schild       | 1:02,68    | 1:10,59       | 2:13,27 | 17      |
| Michaela Kirchgasser | 1:02,22    | nie ukończyła | –       | –       |

slalom równoległy
| zawodniczka          | przejazd 1      | przejazd 2 | razem   | miejsce       |
| -------------------- | --------------- | ---------- | ------- | ------------- |
| Nicole Hosp          | 42,83           | 46,50      | 1:29,04 | srebrny medal |
| Marlies Schild       | 43,09           | 46,70      | 1:29,79 | brązowy medal |
| Michaela Kirchgasser | 42,97           | 47,31      | 1:30,28 | 5             |
| Kathrin Zettel       | dyskwalifikacja | –          | –       | –             |

supergigant
| zawodniczka           | wynik   | miejsce       |
| --------------------- | ------- | ------------- |
| Michaela Dorfmeister  | 1:32,47 | złoty medal   |
| Alexandra Meissnitzer | 1:33,06 | brązowy medal |
| Andrea Fischbacher    | 1:33,97 | 13            |
| Renate Götschl        | 1:34,83 | 26            |

### Biathlon

#### mężczyźni
bieg na 10 km (sprint)
| zawodnik          |   | wynik   | miejsce |
| ----------------- | - | ------- | ------- |
| Wolfgang Perner   | 1 | 26:51,6 | 4       |
| Christoph Sumann  | 2 | 27:42,3 | 16      |
| Wolfgang Rottmann | 3 | 28:11,8 | 27      |
| Ludwig Gredler    | 4 | 29:17,6 | 54      |

bieg pościgowy na 12,5 km
| zawodnik          |   | wynik   | miejsce |
| ----------------- | - | ------- | ------- |
| Christoph Sumann  | 2 | +1:19,5 | 7       |
| Wolfgang Rottmann | 4 | +2:30,3 | 21      |
| Wolfgang Perner   | 7 | +2:53,3 | 25      |
| Ludwig Gredler    | 6 | +5:37,3 | 47      |

bieg masowy na 15 km
| zawodnik         | rundy karne | wynik | miejsce |
| ---------------- | ----------- | ----- | ------- |
| Christoph Sumann | 2           | +57,4 | 9       |

bieg indywidualny na 20 km
| zawodnik          | rundy karne | wynik     | miejsce |
| ----------------- | ----------- | --------- | ------- |
| Friedrich Pinter  | 1           | 58:25,7   | 26      |
| Ludwig Gredler    | 3           | 59:55,1   | 41      |
| Daniel Mesotitsch | 5           | 1:01:59,7 | 59      |
| Wolfgang Perner   | 5           | 1:02:22,5 | 60      |

sztafeta 4 × 7,5 km
| zawodnik          | strzały niecelne | rundy karne | wynik     | miejsce |
| ----------------- | ---------------- | ----------- | --------- | ------- |
| Daniel Mesotitsch | 5                | 1           | 23:32,6   |         |
| Friedrich Pinter  | 0                | 0           | 21:50,5   |         |
| Ludwig Gredler    | 3                | 0           | 21:54,1   |         |
| Christoph Sumann  | 3                | 0           | 21:09,2   |         |
| Razem             | 11               | 1           | 1:28:26,4 | 17      |

### Bobsleje

#### mężczyźni
dwójki
| zawodnicy                      | przejazd 1 | przejazd 2 | przejazd 3 | przejazd 4 | razem   | miejsce |
| ------------------------------ | ---------- | ---------- | ---------- | ---------- | ------- | ------- |
| Wolfgang Stampfer Klaus Seelos | 55,92      | 55,94      | 56,57      | 56,90      | 3:45,33 | 10      |
| Gerhard Köhler Jürgen Loacker  | 56,29      | 56,22      | 57,07      | 57,69      | 3:47,27 | 17      |

czwórki
| zawodnicy                                                     | przejazd 1 | przejazd 2 | przejazd 3 | przejazd 4 | razem   | miejsce |
| ------------------------------------------------------------- | ---------- | ---------- | ---------- | ---------- | ------- | ------- |
| Jürgen Loacker Klaus Seelos Wolfgang Stampfer Hans Peter Welz | 55,77      | 55,83      | 55,73      | 55,53      | 3:42,86 | 13      |

### Biegi narciarskie

#### mężczyźni
bieg na 15 km stylem klasycznym
| zawodnik      | wynik   | miejsce |
| ------------- | ------- | ------- |
| Martin Tauber | 39:49,5 | 8       |

bieg łączony na 30 km (15+15)
| zawodnik         | wynik     | miejsce |
| ---------------- | --------- | ------- |
| Mikhail Botwinov | 1:17:08,5 | 7       |
| Martin Tauber    | 1:17:28,6 | 17      |

bieg masowy na 50 km stylem dowolnym
| zawodnik         | wynik     | miejsce       |
| ---------------- | --------- | ------------- |
| Mikhail Botwinov | 2:06:12,7 | brązowy medal |

sprint
| zawodnik          | kwalifikacje | ćwierćfinał     | półfinał | finał | miejsce |
| ----------------- | ------------ | --------------- | -------- | ----- | ------- |
| Martin Stockinger | 2:20,18      | ćwierćfinał 3 4 | –        | –     | –       |
| Harald Wurm       | 2:20,11      | ćwierćfinał 2 5 | –        | –     | –       |

sztafeta 4 × 10 km
| zawodnicy                                                 | wynik         | miejsce |
| --------------------------------------------------------- | ------------- | ------- |
| Martin Tauber Jürgen Pinter Roland Diethart Johannes Eder | nie ukończyli | –       |

drużynowy bieg sprinterski
| zawodnicy                   | półfinał            | finał | miejsce |
| --------------------------- | ------------------- | ----- | ------- |
| Johannes Eder Jürgen Pinter | 8:12,2 półfinał 2 9 | –     | –       |

### Łyżwiarstwo figurowe

#### mężczyźni
| zawodnik       | program skrócony | program dowolny | razem      | miejsce |
| -------------- | ---------------- | --------------- | ---------- | ------- |
| Viktor Pfeifer | 62,17 pkt        | 101,70 pkt      | 163,87 pkt | 22      |

### Narciarstwo dowolne

#### Kobiety
jazda po muldach
| zawodniczka       | kwalifikacje | finał     | miejsce |
| ----------------- | ------------ | --------- | ------- |
| Margarita Marbler | 24,15 pkt    | 20,79 pkt | 17      |

### Saneczkarstwo

#### Mężczyźni
jedynki
| zawodnik          | przejazd 1 | przejazd 2 | przejazd 3 | przejazd 4 | razem    | miejsce |
| ----------------- | ---------- | ---------- | ---------- | ---------- | -------- | ------- |
| Markus Kleinheinz | 52,140     | 51,767     | 51,841     | 51,839     | 3:27,587 | 9       |
| Rainer Margreiter | 52,200     | 51,880     | 52,234     | 51,800     | 3:28,114 | 12      |
| Daniel Pfister    | 52,317     | 52,103     | 52,058     | 51,882     | 3:28,360 | 13      |

dwójki
| zawodnik                       | przejazd 1 | przejazd 2 | razem    | miejsce     |
| ------------------------------ | ---------- | ---------- | -------- | ----------- |
| Andreas Linger Wolfgang Linger | 47,028     | 47,469     | 1:34,497 | złoty medal |
| Markus Schiegl Tobias Schiegl  | 47,108     | 47,843     | 1:34,951 | 4           |

#### kobiety
jedynki
| zawodniczka        | przejazd 1 | przejazd 2 | przejazd 3    | przejazd 4 | razem    | miejsce |
| ------------------ | ---------- | ---------- | ------------- | ---------- | -------- | ------- |
| Veronika Halder    | 47,426     | 47,137     | 47,246        | 47,278     | 3:09,087 | 5       |
| Nina Reithmayer    | 47,485     | 47,532     | 47,333        | 47,223     | 3:09,573 | 8       |
| Sonja Manzenreiter | 47,308     | 47,200     | nie ukończyła | –          | –        | –       |

### Kombinacja norweska

#### mężczyźni
kombinacja indywidualna metodą Gundersena (2 skoki na skoczni K95 + bieg na 15 km)
|                  | skocznia normalna |             |           |               |        |               |
| zawodnik         | pierwsza seria    | druga seria | razem     | bieg na 15 km | czas   | miejsce       |
| Felix Gottwald   | 119,0 pkt         | 115,5 pkt   | 234,5 pkt | 38,02,4       | 9,8    | srebrny medal |
| Michael Gruber   | 122,5 pkt         | 126,0 pkt   | 248,5 pkt | 40,51,9       | 2:03,3 | 12            |
| Christoph Bieler | 124,5 pkt         | 126,5 pkt   | 251,0 pkt | 41:05,3       | 2:06,7 | 13            |
| Mario Stecher    | 110,5 pkt         | 112,5 pkt   | 223,0 pkt | 40:21,2       | 3:14,6 | 19            |

konkurs drużynowy (skoki na skoczni K120 + sztafeta 4 × 5 km)
|                  | duża skocznia  |             |           |         |             |
| Name             | pierwsza seria | druga seria | razem     | bieg    | miejsce     |
| Michael Gruber   | 115,9 pkt      | 109,6 pkt   |           |         |             |
| Mario Stecher    | 108,3 pkt      | 113,5 pkt   |           |         |             |
| Felix Gottwald   | 110,5 pkt      | 107,0 pkt   |           |         |             |
| Christoph Bieler | 118,7 pkt      | 119,7 pkt   |           |         |             |
| wynik drużyny    | 453,4 pkt      | 449,8 pkt   | 903,2 pkt | 49:42,6 | złoty medal |

sprint (dwa skoki na skoczni K120 + bieg na 7,5 km)
| zawodnik         | skoki     | bieg na 7,5 km | miejsce     |
| Felix Gottwald   | 112,1 pkt | 17:35,0        | złoty medal |
| Michael Gruber   | 116,9 pkt | 18:48,3        | 13          |
| Mario Stecher    | 108,9 pkt | 18:23,3        | 14          |
| Christoph Bieler | 115,8 pkt | 19:04,0        | 23          |

### Skeleton

#### mężczyźni
| zawodnik     | przejazd 1 | przejazd 2 | wynik   | miejsce |
| ------------ | ---------- | ---------- | ------- | ------- |
| Martin Rettl | 59,23      | 59,53      | 1:58,76 | 13      |
| Markus Penz  | 59,55      | 59,51      | 1:59,06 | 16      |

### Skoki narciarskie

#### mężczyźni
skoki indywidualne na skoczni K95
|                    |                              | finał          |             |           |         |
| Name               | kwalifikacje                 | pierwsza seria | druga seria | wynik     | miejsce |
| Thomas Morgenstern | 117,0 pkt (zapewniony awans) | 134,5 pkt      | 125,0 pkt   | 259,5 pkt | 9       |
| Andreas Kofler     | 134,5 pkt (zapewniony awans) | 127,0 pkt      | 130,0 pkt   | 257,5 pkt | 11      |
| Andreas Widhölzl   | 129,0 pkt (zapewniony awans) | 120,5 pkt      | 123,5 pkt   | 244,0 pkt | 17      |
| Martin Koch        | 123,0 pkt (zapewniony awans) | 118,0 pkt      | 111,5 pkt   | 229,5 pkt | 23      |

konkurs indywidualny na skoczni K120
|                    |                              | finał          |             |           |               |
| zawodnik           | kwalifikacje                 | pierwsza seria | druga seria | wynik     | miejsce       |
| Thomas Morgenstern | 136,8 pkt (zapewniony awans) | 131,4 pkt      | 145,5 pkt   | 276,9 pkt | złoty medal   |
| Andreas Kofler     | 133,8 pkt (zapewniony awans) | 135,7 pkt      | 141,1 pkt   | 276,8 pkt | srebrny medal |
| Andreas Widhölzl   | 99,9 pkt (zapewniony awans)  | 109,9 pkt      | 100,2 pkt   | 210,1 pkt | 21            |
| Martin Koch        | 100,8 pkt                    | 94,8 pkt       | –           | –         | –             |

konkurs drużynowy na skoczni K120
| zawodnik           | pierwsza seria | druga seria | wynik     | miejsce     |
| Andreas Widhölzl   | 107,1 pkt      | 122,7 pkt   | 229,8 pkt |             |
| Andreas Kofler     | 133,8 pkt      | 126,0 pkt   | 259,8 pkt |             |
| Martin Koch        | 106,6 pkt      | 120,3 pkt   | 226,9 pkt |             |
| Thomas Morgenstern | 126,0 pkt      | 142,4 pkt   | 268,4 pkt |             |
| Total              | 472,6          | 511,4       | 984,0     | złoty medal |

### Snowboarding

#### mężczyźni
slalom gigant równoległy
|                    | kwalifikacje    |              |          |            |                 |              |            |         |
| zawodnik           | nieb. zjazd     | czerw. zjazd | wynik    | 1/8 finału | ćwierćfinał     | półfinał     | finał      | miejsce |
| Siegfried Grabner  | 35,66           | 34,99        | 01:10,65 | wyścig 6 1 | ćwierćfinał 3 1 | półfinał 2 2 | mały finał | 4       |
| Andreas Prommegger | 34,37           | 35,98        | 01:10,35 | wyścig 4 2 | –               | –            | –          | –       |
| Harald Walder      | 35,40           | 36,71        | 01:12,11 | wyścig 5 2 | –               | –            | –          | –       |
| Alexander Maier    | dyskwalifikacja | 40,57        | –        | –          | –               | –            | –          | –       |

cross
|                       | kwalifikacje |            |                |                 |              |                 |         |
| zawodnik              | przejazd 1   | przejazd 2 | 1/8 finału     | ćwierćfinał     | półfinał     | finał           | miejsce |
| Dieter Krassnig       | 1:24,01      | 1:21,00    | wyścig 6 1     | ćwierćfinał 3 2 | półfinał 2 4 | mały finał      | 8       |
| Hans Jörg Unterrainer | 1:23,32      | 1:22,10    | wyścig 1 1     | ćwierćfinał 1 4 | –            | o miejsca 13-16 | 15      |
| Lukas Grüner          | 1:23,05      | 1:21,28    | wyścig 6 4     | –               | –            | –               | –       |
| Mario Fuchs           | 1:24,82      | 1:22,60    | 1/8 wyścig 7 3 | –               | –            | –               | –       |

#### kobiety
slalom gigant równoległy
|                 | kwalifikacje |              |          |            |                 |              |            |         |
| zawodniczka     | nieb. zjazd  | czerw. zjazd | wynik    | 1/8 finału | ćwierćfinał     | półfinał     | finał      | miejsce |
| Doris Günther   | 40,96        | 40,53        | 01:21,49 | wyścig 2 1 | ćwierćfinał 1 1 | półfinał 1 2 | mały finał | 4       |
| Heidi Krings    | 42,29        | 39,50        | 01:21,79 | wyścig 7 2 | –               | –            | –          | –       |
| Doresia Krings  | 40,63        | 41,39        | 01:22,02 | wyścig 6 2 | –               | –            | –          | –       |
| Manuela Riegler | 50,47        | 41,25        | 01:31,72 | –          | –               | –            | –          | –       |

cross
|                | kwalifikacje |               |                 |          |                 |         |
| zawodniczka    | przejazd 1   | przejazd 2    | ćwierćfinał     | półfinał | finał           | miejsce |
| Doresia Krings | 1:45,53      | 1:30,90       | ćwierćfinał 4 4 | –        | o miejsca 13-16 | 13      |
| Doris Günther  | 1:32,58      | nie ukończyła | ćwierćfinał 1 4 | –        | o miejsca 13-16 | 14      |

### Łyżwiarstwo szybkie

#### kobiety
wyścig na 1500 m
| zawodniczka | wynik   | miejsce |
| ----------- | ------- | ------- |
| Anna Rokita | 2:02,19 | 27      |

wyścig na 3000 m
| zawodniczka | wynik   | miejsce |
| ----------- | ------- | ------- |
| Anna Rokita | 4:12,87 | 16      |

wyścig na 5000 m
| zawodniczka | wynik    | miejsce |
| ----------- | -------- | ------- |
| Anna Rokita | 07:16,75 | 12      |